# شيرو الفلبين
حركة شيرو الفلبين الشبابية هي منظمة كاثوليكي شبابية وعضو في مظلة المنظمات الشباب الكاثوليكي.

## التاريخ
في القرن التاسع عشر تطور الهيكل الأول لعمل الشباب الكاثوليكي في أوروبا وظهرت حركة شيرو في فلاندرز، تم أخذ الفكرة من قبل المبشرين البلجيكيين إلى الفلبين أيضًا، بدأ شيرو في الفلبين في 10 يناير 1952 من قبل الأب فرانسيس جيفر.